# Josh Klinghoffer
Josh Adam Klinghoffer (ur. 3 października 1979 w Los Angeles) – amerykański multiinstrumentalista, muzyk sesyjny. Najbardziej znany z gry na gitarze elektrycznej w zespole Red Hot Chili Peppers w latach 2009–2019; w 2012 jako jego członek został wprowadzony do Rock and Roll Hall of Fame.

## Kariera muzyczna
W wieku kilku lat zaczął grać na pianinie, a potem słuchając takich zespołów jak Pearl Jam, Radiohead i Red Hot Chili Peppers zaczął się uczyć grać na innych instrumentach. Wraz ze swoim przyjacielem – Johnem Frusciante – założył zespół Ataxia. Jeździł na trasy koncertowe z różnymi wykonawcami m.in.: Gnarls Barkley, PJ Harvey, Beck, Butthole Surfers, Red Hot Chili Peppers. W 2009 roku, kiedy John Frusciante, gitarzysta zespołu Red Hot Chili Peppers, opuścił grupę, Klinghoffer zajął jego miejsce.
W 2008 roku Klinghoffer założył własny, rockowy zespół -  Dot Hacker. W skład zespołu wchodzą Josh Klinghoffer (wokal, gitara, klawisze), Clint Walsh (gitara, instrumenty klawiszowe, wokal), Jonathan Hischke (bas) i Eric Gardner (perkusja ). W 2012 roku wydali swój pierwszy album pod tytułem "Inhibition". W lutym 2015 roku zagrali pierwszy koncert poza granicami Stanów Zjednoczonych - w Tokio.
22 listopada 2019 roku wydał swój pierwszy solowy album pod pseudonimem artystycznym Pluralone, zatytułowany To Be One with You. W nagraniach udział wzięli m.in. Flea i Jack Irons. 15 grudnia tego samego roku zespół Red Hot Chili Peppers oświadczył na łamach swojego profilu w serwisie społecznościowym Instagram, że Josh Klinghoffer opuszcza grupę, a w jego miejsce do składu powraca John Frusciante.

## Dyskografia
- The Bicycle Thief – You Come and Go Like a Pop Song (1999)
- Perry Farrell – Song Yet To Be Sung (2001)
- Tricky – Blowback (2001)
- Golden Shoulders – Let My Burden Be (2002)
- John Frusciante – Shadows Collide With People (2004)
- John Frusciante – The Will to Death (2004)
- The Golden Shoulders – Friendship Is Deep (2004)
- Ataxia – Automatic Writing (2004)
- John Frusciante – Inside of Emptiness (2004)
- John Frusciante & Josh Klinghoffer – A Sphere in the Heart of Silence (2004)
- PJ Harvey – Itunes Originals (2004)
- Thelonious Monster – California Clam Chowder (2004)
- Gemma Hayes – The Roads Don't Love You (2005)
- The Format – Dog Problems (2006)
- Bob Forrest – Modern Folk and Blues: Wednesday (2006)
- PJ Harvey – The Peel Sessions 1991 - 2004 (2006)
- Spleen – Nun Lover! (2007)
- The Diary of IC Explura – A Loveletter to the Transformer, pt. 1 (2007)
- Charlotte Hatherley – The Deep Blue (2007)
- Golden Shoulders – Friendship is Deep (2007)
- Ataxia – AW II (2007)
- Neon Neon – Stainless Style (2008)
- Martina Topley-Bird – The Blue God (2008)
- John Frusciante – The Empyrean (2009)
- Golden Shoulders – Get Reasonable (2009)
- Red Hot Chili Peppers - I’m with You (2011)
- Dot Hacker - Inhibition (2012)
- Dot Hacker - How’s Your Process? (Work) (2014)
- Dot Hacker - How’s Your Process? (Play) (2014)
- Red Hot Chili Peppers - The Getaway (2016)
- Dot Hacker - N°3 (2017)
- Pluralone - Io Sono Quel Che Sono/Menina Mulher Da Pele Preta 7" (2019)
- Pluralone - To Be One with You (2019)